# 警力
警力即警察力量，具体来说，它指的是警察机构中可用的人力资源，包括但不限于警察人员的数量、素质以及相关的武器装备、技术设备等综合能力。在一般语境下，提到“警力”时，通常是指警察部门能够投入到维持治安、执行任务、处理紧急情况或案件调查等活动中的人员数量。
例如：
- 警力不足意味着警察部门在某一区域或特定时期内可用的人手不足以应对当前的安全需求或工作负荷。
- 上级部门派出大量警力追捕逃犯，表示为了完成抓捕任务，调集了较多的警察人员参与行动。

## 浪费
浪费警力指不合理地占用或消耗有限的警务资源，尤其是指在非紧急、非警务活动或并非真正存在警情的情况下，通过报警或其他方式使得警察部门投入人力、物力去处理，从而影响了警察对真正紧急、重要案件或公共服务的需求做出及时和有效的响应。这种情况可能导致警力资源配置失衡，妨碍警察履行维护社会治安、打击犯罪和服务公众的核心职责。
例如：
- 谎报警情，即故意虚构事实向警方报案。
- 将非警务问题如生活琐事、民事纠纷当作紧急情况要求警察到场处理。

此类行为通常是违法的，在某些地区甚至可能构成犯罪。这些地区包括英国、新西兰这样的英联邦成员国，以及香港这样的前英国殖民地。

## 外部連結
- 濫用警力充保鑣警妻泣控女議員 （页面存档备份，存于） 《文匯報》 2012年8月14日